# Dynamite Dan
Dynamite Dan – komputerowa gra platformowa napisana m.in. na komputery ZX Spectrum przez Roba Bowketta i wydana przez firmę Mirrorsoft w 1985 roku.